# Памятник самолёту БИ-1
Памятник самолёту БИ-1 — монумент первому советскому реактивному истребителю БИ-1. Установлен в апреле 1973 года на площади имени Г. Я. Бахчиванджи перед зданием аэропорта Кольцово в Екатеринбурге. БИ-1 был первым в СССР самолётом с жидкостным ракетным двигателем, совершившим удачный полёт. Памятный монумент установлен в честь создателей БИ-1 (конструкторов А. Я. Березняка, А. М. Исаева и генерального авиаконструктора В. Ф. Болховитинова) и самого самолёта, который был, по сути, пилотируемой крылатой ракетой и впервые поднялся над Свердловском 15 мая 1942 года.
В 1962 году было принято решение увековечить память Героя Советского Союза Г. Я. Бахчиванджи и легендарный самолёт БИ-1.
Памятник самолёту БИ-1 представляет собой стелу с полноразмерным макетом самолёта БИ-1 (по другой версии — сохранившимся экземпляром самолёта БИ-2) белого цвета, устремившимся в символический полёт и резко набирающим высоту. Рядом с памятником установлена информационная мемориальная плита о самолёте и лётчике-испытателе Г. Я. Бахчиванджи.
Ранее памятник стоял перед старым корпусом на видном доступном для пассажиром и встречающих месте. Сейчас памятник перенесен на край парковочной зоны.
В 1941 году на территории нынешнего аэропорта «Кольцово» находился НИИ ВВС СССР. В условиях военного времени конструкторы срочно создавали истребитель-перехватчик нового поколения со сверхвысокой скороподъёмностью, способный в течение 5-7 минут взлететь с прифронтового аэродрома, набрать пятикилометровую высоту и сбивать бомбардировщики противника. Задача была продиктована начавшимися бомбардировками Москвы и Ленинграда, для борьбы с которыми применялось круглосуточное патрулирование воздушного пространства, бывшее крайне неэффективной мерой.
15 мая 1942 года здесь поднялся в небо первый советский ракетный самолёт БИ-1. Пилотировал самолёт Г. Я. Бахчиванджи. Испытательные полёты продолжались до марта 1943 года. 27 марта 1943 года самолёт БИ-2, развив в горизонтальном полёте рекордную скорость (около 800 км/ч), неожиданно вошёл в пике и рухнул в 6 км от места взлёта. Пилот Бахчиванджи погиб. Разработка самолёта и его дальнейшие испытания были прекращены, как по результатам аварии, так и из-за неактуальности задачи обороны Москвы и Ленинграда от воздушных налётов. Разработки ЖРД для БИ-1 и БИ-2 нашли своё применение в первых советских ракетах.